# Europejskie Igrzyska Halowe w Lekkoatletyce 1969 – pchnięcie kulą mężczyzn
Pchnięcie kulą mężczyzn – jedna z konkurencji technicznych rozgrywanych podczas lekkoatletycznych europejskich igrzysk halowych w hali Palac Lodowy w Belgradzie. Rozegrano od razu finał 8 marca 1969. Zwyciężył reprezentant RFN Heinfried Birlenbach, który obronił tytuł  zdobyty na poprzednich igrzyskach.

## Rezultaty

### Finał
Rozegrano od razu finał, w którym wzięło udział 9 miotaczy.

Opracowano na podstawie materiału źródłowego.
| Miejsce | Zawodnik                 | Wynik |
| ------- | ------------------------ | ----- |
| 1       | Heinfried Birlenbach     | 19,51 |
| 2       | Hartmut Briesenick       | 19,19 |
| 3       | Heinz-Joachim Rothenburg | 18,69 |
| 4       | Traugott Glöckler        | 18,20 |
| 5       | Arnjolt Beer             | 18,18 |
| 6       | Sándor Holub             | 17,73 |
| 7       | Miroslav Janoušek        | 17,65 |
| 8       | Ivan Ivančić             | 17,53 |
| 9       | Tahsin Albayrak          | 14,90 |